# Jurassic World Evolution 2
Jurassic World Evolution 2 es un videojuego de simulación de construcción y gestión desarrollado y publicado por Frontier Developments. Corresponde a una secuela de Jurassic World Evolution y está ambientada después de Jurassic World: El reino caído. El juego se lanzó para PlayStation 4, PlayStation 5, Windows, Xbox One y Xbox Series X y Series S el 9 de noviembre de 2021. 

## Jugabilidad
Al igual que el primer juego, Jurassic World Evolution 2 permite a los jugadores construir su propio parque temático prehistórico de Jurassic World. El juego presenta más de 75 especies, incluidos varios dinosaurios, pterosaurios y reptiles marinos. Se deberá construir recintos, aviarios y lagunas para contener a los animales y que los visitantes puedan observalos. Los animales tienen diferentes necesidades, tales como el tipo de alimento y el grado de forestación requerido en su hábitat que se deberá satisfacer para mantenerlos sanos y cómodos. El juego además presenta un sistema de territorio dinámico en el que los animales lucharán  entre sí por sus propios recursos si viven en el mismo hábitat. Sus territorios cambian constantemente dependiendo de los recursos disponibles en su hábitat.  En comparación con sus predecesores, el juego presenta una inteligencia artificial más compleja para las especies prehistóricas, que ahora cazarán en manadas e interactuarán con otras de manera más frecuente y realista. La herramienta del terreno fue completamente rediseñada, y los jugadores deben plantar los árboles y arbustos apropiados para que los herbívoros coman. 
Se deberá construir varias instalaciones y reclutar diversos científicos para investigar e incubar especies. Los científicos ofrecen diferentes beneficios, pero los trabajadores con exceso de trabajo y descontentos sabotearán el parque y dejarán escapar a los animales intencionalmente. Para incubar un animal prehistórico, el jugador primero debe extraer su ADN de sus fósiles. Su ADN se puede ajustar para dar a los animales rasgos únicos, como la resistencia a un determinado tipo de enfermedad. También se deben reclutar guardabosques y veterinarios para mantener a los animales felices y saludables. Para entretener a los invitados, se pueden construir diferentes atracciones, como las giroesferas, que ahora pueden atravesar múltiples recintos y ser atacadas. Los invitados se clasifican en diferentes grupos con diferentes intereses. Por ejemplo, los amantes de la naturaleza están más interesados en ver herbívoros, mientras que los aventureros en carnívoros. También es necesario construir servicios como baños, tiendas de regalos y restaurantes, los cuales pueden ser personalizarlos con diferentes módulos y decoraciones para satisfacer las necesidades de los diferentes invitados.
A diferencia del primer juego, que se desarrolla en un archipiélago, esta versión se desarrolla en los Estados Unidos contiguos y presenta varios biomas, como bosques y desiertos, cada uno de los cuales ofrece desafíos únicos para el jugador.  Los mapas son más grandes que los del primer juego. El juego presenta varios modos, incluido un modo de campaña ambientado después de Jurassic World: el reino caído, un modo de "Teoría del Caos" que revisita momentos narrativos clave en las películas (como la construcción de las instalaciones de Jurassic Park cerca de San Diego, como se ve en The Lost World) y los modos Challenge y Sandbox.  Jeff Goldblum y Bryce Dallas Howard regresan para dar voz a Ian Malcolm y Claire Dearing respectivamente.

## Desarrollo y lanzamiento
Al igual que su predecesor, fue desarrollado y publicado por Frontier Developments. Se anunció por Goldblum en junio de 2021 durante el Summer Game Fest. El modo de campaña del juego se considera canon con las películas y tiene lugar antes de la película Jurassic World Dominion de 2022. Frontier trabajó estrechamente con Universal Pictures, asegurándose de que el juego encaje en los planes futuros de la franquicia. La empresa tuvo acceso a la colección de efectos de sonido y temas musicales de las películas de Universal.
Jurassic World Evolution 2 se lanzó el 9 de noviembre de 2021 para PlayStation 4, PlayStation 5, Windows, Xbox One y Xbox Series X y Series S. Los jugadores que reservaron el juego con anticipación recibieron tres diseños de vehículos inspirados en The Lost World: Jurassic Park.

### Actualizaciones y DLC
Al igual que su predecesor, el juego es compatible después del lanzamiento con el lanzamiento de DLC pago y actualizaciones gratuitas. El primer DLC, el Early Cretaceous Pack, se lanzó un mes después del lanzamiento del juego y agrega cuatro criaturas de esa época.  El segundo paquete agrega dinosaurios del programa animado de DreamWorks Camp Cretaceous y se lanzó el 8 de marzo de 2022. La primera expansión del juego, Dominion Biosyn Expansion, presenta una nueva campaña, especies y apariencias basadas en Jurassic World Dominion y se lanzó el 14 de junio de 2022, cuatro días después del estreno de la película en Estados Unidos. El tercer paquete del juego, Late Cretaceous Pack, se publicó el 15 de septiembre de 2022 y agregó 4 especies. La segunda expansión del juego, Dominion Malta Expansion, también presentó una nueva campaña, especies y apariencias basadas en Jurassic World Dominion, y se lanzó el 8 de diciembre de 2022. El cuarto paquete, el Feathered Species Pack, se lanzó en marzo de 2023 y presenta tres dinosaurios completamente emplumados y un pterosaurio. El 8 de junio de 2023 se lanzó una actualización gratuita que agrega decoraciones inspiradas en la primera película, antes de su 30 aniversario. Se agregaron cuatro especies de lagunas al juego en el Prehistoric Marine Species Pack, que se lanzó el 10 de agosto de 2023. El sexto paquete DLC, Cretaceous Predator Pack, se lanzó el 30 de noviembre de 2023 e incluye 4 terópodos de la época.

## Recepción
El juego recibió críticas generalmente positivas tras su lanzamiento según el agregador de reseñas Metacritic .  
PCGames N premió al juego con el séptimo puesto: "Mejora a su predecesor de manera inteligente y aún cuenta con los dinosaurios más hermosos jamás creados en un juego. Pero lidiar con eventos desastrosos fuera de tu control no es divertido, incluso si es temático para el Jurásico Parque IP".
Las primeras ventas en PC fueron menores de lo esperado, ya que el juego se lanzó durante la misma semana que otros juegos de PC de alto perfil. Las versiones de la consola doméstica se vendieron como se esperaba y el juego tenía aproximadamente 500.000 jugadores en todas las plataformas a las dos semanas de su lanzamiento. Frontier esperaba que el juego recaudara más ingresos que su predecesor durante su primer año, en parte debido al próximo lanzamiento de Jurassic World Dominion. 